# Могильники
Моги́льники (рос. Могильники) — присілок у складі Кожевниковського району Томської області, Росія. Входить до складу Уртамського сільського поселення.

## Населення
Населення — 5 осіб (2010; 8 у 2002).
Національний склад (станом на 2002 рік):
- росіяни — 87 %